# Акты Московского государства 1565 года
Царствование: 1533—1584 — Иван IV Васильевич Грозный

## Акты Московского государства 1565 года
- 20 мая — отдельная выпись писца Денисьева Ивана Матвеевича Селивановым: Ивану и Алексею Алексеевичам на половину деревень Лодыгино и Городок в Свинорецком погосте и жеребий деревни Михайлово в Пажеревицком погосте Шелонской пятины.
- 22 октября — царская грамота о посылке в Кирилло-Белозерский монастырь сытника, для доставления меда и пивоварения к приезду Государя.
- 13 декабря — отдельная выпись писца Денисьева Ивана Матвеевича Бутурлину Лобану Андреевичу на поместье его отца села Тишенка Малышкино с деревнями в Болчинском погосте, деревни Светиха с починками в Бельском погосте и жеребий деревни Песий Конец в Карачуницком погосте Шелонской пятины.